# Zethus delagoensis
Zethus delagoensis är en stekelart som beskrevs av Schulthess 1899. Zethus delagoensis ingår i släktet Zethus och familjen Eumenidae. Inga underarter finns listade i Catalogue of Life.